# Linden Ashby
Linden Ashby, född 23 maj 1960 i Atlantic Beach, Florida, är en amerikansk skådespelare, bland annat känd för att ha spelat karaktären Johnny Cage (vars förebild är Jean-Claude Van Damme) i filmen Mortal Kombat.

## Filmografi (i urval)
- 2007 - Resident Evil: Extinction
- 1992 - Melrose Place 1993 - 1998
- 1995 – Mortal Kombat
- 1994 – Wyatt Earp
- 2011–2017 – Teen Wolf (TV-serie)